# Ápeiron
L'ápeiron (dal greco antico ἄπειρος o ἀπείρων?, ápeirōn, a sua volta da ἀ-, a-, "non" e πεῖραρ, peirar, "limite o fine", forma ionica di πέρας, peras), il cui significato letterale è «illimitato», «infinito» o «indefinito» rappresenta, secondo la filosofia di Anassimandro, l'archè (ἀρχή), cioè l'origine e il principio costituente dell'universo. Esso è una realtà infinita (da non intendere tuttavia con non-finita, cioè incompiuta e quindi imperfetta), indeterminata, eterna, indistruttibile e in continuo movimento. 

Lemniscata che raffigura graficamente l'infinito privo di limitazioni

## L'ápeiron secondo Anassimandro
Il concetto di ápeiron fu ideato da Anassimandro, filosofo della scuola di Mileto, il quale concepiva l'ápeiron non come una miscela di elementi, ma piuttosto un'unica materia nella quale i vari elementi non sono ancora distinti. Secondo Anassimandro, quindi, l'ápeiron è una materia indeterminata, oltre che infinita.
Questo principio (sulla cui precisa fisionomia gli interpreti continuano a discutere) abbraccia e governa ogni cosa, regolando di conseguenza la nascita e il dissolvimento di ogni realtà secondo una legge cosmica.

### La separazione dei contrari
Anassimandro riteneva che in origine tutte le cose fossero armoniosamente unite nell'ápeiron, ma per una colpa originaria, non meglio specificata, e proprio mediante il movimento rotatorio dell'ápeiron stesso, le cose presero a separarsi a coppie di contrari, dando origine al cosmo: così dall'ápeiron uscirono luce e tenebre, notte e giorno, vita e morte.
Questa colpa è probabilmente dovuta alla costituzione stessa e quindi alla nascita degli esseri, essersi distaccati dall'ápeiron assumendo un'esistenza individuale, dato che nessuno di essi può evitarla e sottrarsi alla pena. È rompere l'armonia originaria dell'àpeiron la colpa del mondo e degli uomini. Infatti con la rottura dell'unità abbiamo la divisione del mondo in contrari. Gli uomini, invece, scontano la colpa originaria vivendo (la vita è intesa come punizione), finché i contrari potranno di nuovo fondersi e tornare indistinti nell'ápeiron.

## Origini
Nella Teogonia di Esiodo (VIII-VII secolo a.C.) l'origine (archè) dell'universo è Caos, la vacuità considerata come condizione divina primordiale. Viene descritto come una grande voragine nella quale sono presenti le sorgenti e le estremità di terra, cielo e Tartaro. Il suo nome può anche significare «abisso», dal momento che non ha fondo. Ferecide di Siro (VI secolo a.C.) identificò Chaos con l'acqua, che non venne tuttavia posta all'origine di ciò che esiste.
Nelle storie della creazione del Vicino Oriente, il mondo primordiale è descritto come una realtà informe e vuota. L'unica cosa esistente prima della creazione era un abisso d'acqua. L'opera babilonese Enūma eliš descrive la prima fase dell'universo come un caos acquatico; qualcosa di simile viene narrato nella Genesi. Nella cosmogonia induista, che è simile a quella vedica (Hiraṇyagarbha), la condizione iniziale dell'universo si caratterizzava come oscurità assoluta. Lo studioso e filologo inglese Martin Litchfield West rileva un'affinità tra il cosmo di Anassimandro che nasce dall'Infinito e poi svanisce dentro di esso ("decreto del Tempo") e la cosmogonia iranica in cui il mondo viene creato dal dio delle Luci senza Inizio da quella parte della propria essenza che è luce. Il mondo viene creato con la benedizione del Tempo senza limiti, "perché è insenescente ed immortale", e parallelamente dal Tempo senza limiti è creato il "Tempo a lungo autonomo". La sua durata è dodicimila anni, dopo i quali ha termine questo mondo di cambiamento e tutto diventa perfetto ed inalterabile. Anche nella filosofia indiana troviamo l'idea che i mondi provengono dall'infinito e dentro di esso nuovamente periscono. Nella Vishṇu Purāna (500 a. C. circa) si trova perfino una dottrina dei mondi infiniti, che si formano e si dissolvono periodicamente in un "continuum" illimitato privo di forma e di colore. Essi derivano da Visnù, considerato come Tempo, e alla fine egli li inghiotte nuovamente.
Esiodo realizzò un'astrazione in quanto il suo Chaos originale è un vuoto, qualcosa di completamente indefinito. Secondo la sua narrazione, l'origine dovrebbe essere indefinita e indeterminata. Nelle sue prime formulazioni, l'indefinitezza attiene al piano spaziale, come in Omero (mare indefinito). Un frammento di Senofane (VI secolo a.C.) mostra la transizione dal caos all'àpeiron: 
(Karl Popper)
La filosofia greca introdusse un più alto livello di astrazione rendendo l'àpeiron il principio di tutte le cose, tanto che alcuni studiosi colsero la differenza tra il pensiero mitico già esistente e il nuovo modus razionale. Si nota, tuttavia, che non sussiste in realtà una rottura brusca con il modo di pensare precedente. Gli elementi naturali di base (acqua, aria, fuoco e terra), che i primi filosofi greci identificavano come i componenti primi del mondo, rappresentano infatti le forze mitiche primordiali. La collisione di queste forze produsse l'armonia cosmica secondo la cosmogonia greca (Esiodo). Anassimandro rilevò le reciproche modificazioni tra questi elementi, di conseguenza scelse qualcosa di diverso (l'indefinito in natura) che avrebbe generato il resto senza sperimentare alcun decadimento.
Secondo il filologo italiano Giovanni Semerano, tuttavia, la traduzione di àpeiron come «infinito o indefinito» sarebbe frutto di un equivoco millenario, poiché esso deriverebbe in realtà dalla parola accadica eperu, che vuol dire «polvere, terra», derivante a sua volta dal lemma biblico afar: con questa considerazione il filologo sostiene come l'«infinito», a cui fa riferimento Anassimandro, abbia una stretta analogia con il concetto cristiano-ebraico del ciclo vitale dell'uomo, definito nella Genesi con il detto «polvere eri e polvere ritornerai».